# Себастьян Мюнстер
Себастья́н Мю́нстер (нім. Sebastian Münster; 20 січня 1488 — 26 травня 1552) — німецький вчений, гуманіст, космограф, монах францисканець. Викладав в Гейдельберзі єврейську мову[уточнити] та богослов'я, а пізніше в Базелі — математику. Першим з німецьких вчених видав єврейський текст Біблії з латинським перекладом і примітками (Базель, 1535) і посібник з граматики халдейської мови (1527). Головна робота — «Космографія» (Базель, 1544), збірка історико-географічних і біологічних даних.

## Біографія
Народився в Інгельхаймі, поблизу Майнца, син Андреаса Мюнстера. Його батьки та інші предки були фермерами.
У 1505 році вступив до ордену францисканців. Через чотири роки вступив до монастиря, де на п'ять років став учнем Конрада Пелікана. 
Закінчив навчання в Тюбінгенському університеті в 1518 році.
Його радником був Йоханнес Штеффлер.
Викладав в Гейдельберзі єврейську мову[уточнити] та богослов'я, а пізніше в Базелі — математику.
Помер в Базелі від чуми в 1552. У надгробному написі його названо німецьким Езрою і Страбоном.

## Праці
Опублікував єврейські граматики і був першим, хто підготував Grammatica Chaldaica - посібник з граматики халдейської мови (Базель, 1527).
До його лексикографічної праці належали Dictionarium Chaldaicum (1527) та трилінгве Dictionarium (1530) для латинської, грецької мов та івриту.
Інший твір, що побачив світ: «Horologiographia» — трактат про побудову сонячних годинників (Базель, 1531).
Як професор івриту та учень Еліаса Левіти він редагував єврейську Біблію (2 т. Фол., Базель, 1534–1535) супроводжуваний латинським перекладом та великою кількістю анотацій. Відтак першим з німецьких вчених видав єврейський текст Біблії з латинським перекладом і примітками (Базель, 1535).
Також у 1536 році випустив Mappa Europae (карта Європи) та «Organum Uranicum» — трактат про рух планет.
1537 року опублікував єврейське[уточнити] Євангеліє від Матвія, яке Мюнстер попередньо отримав від іспанських євреїв.
У 1540 р. опублікував латинське видання Географії (Птолемея) з ілюстраціями. Видання 1550 року містить зображення міст, портрети людей та костюмів. Ці видання, надруковані в Німеччині, є найбільш цінними.

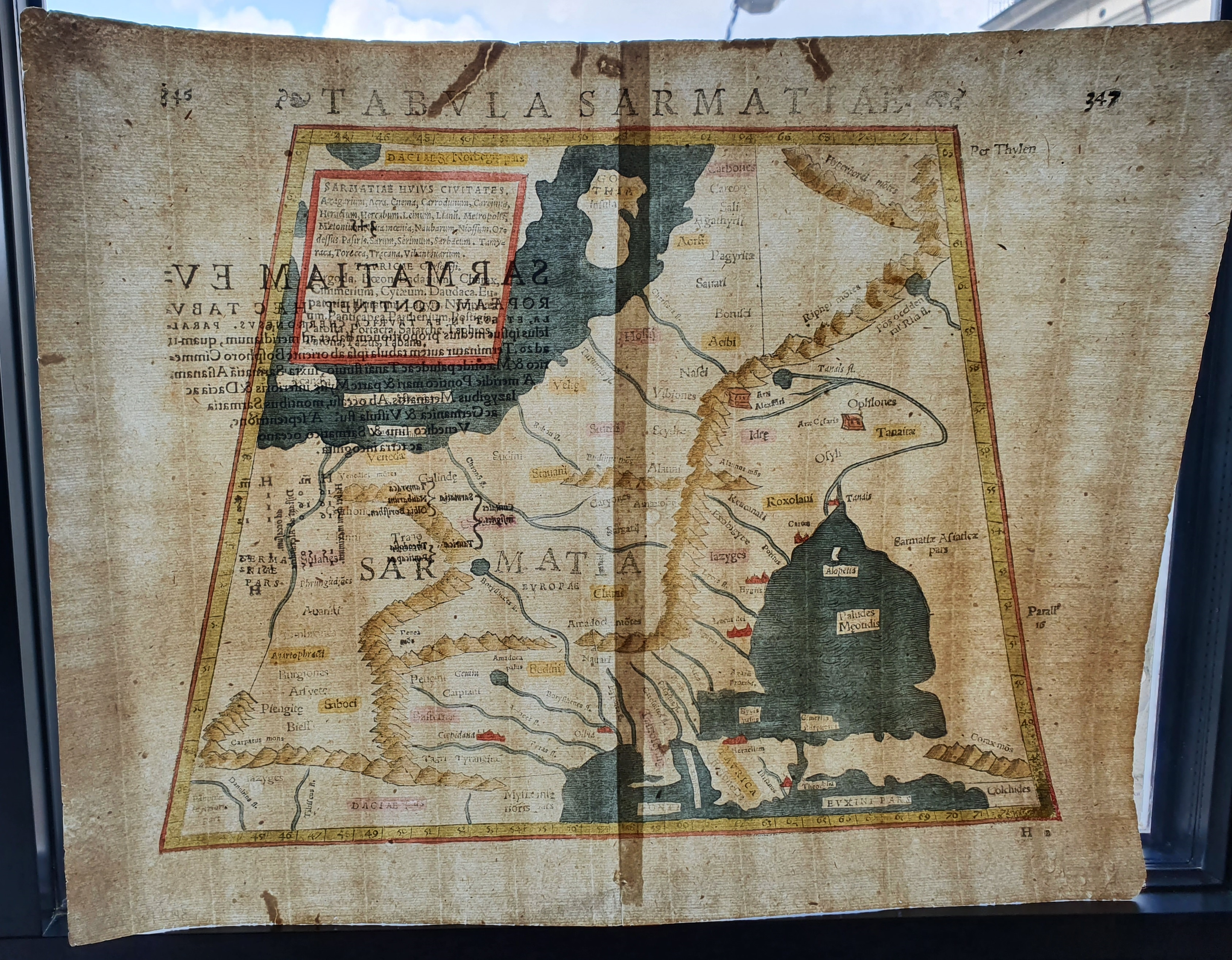
Українські землі на карті Птолемея (перевидання Себастіана Мюнстера, Tabula Sarmatiae from Strabonis Rerum Geographicarum), 1571.

Однією з головних робіт Мюнстера стала «Космографія» (Базель, 1544), найдавніший опис світу на німецькій мові, що заснована як на друкованих джерелах так і на повідомленнях різних людей і закладів. Це збірка історико-географічних і біологічних даних, що значною мірою сприяла розповсюдженню географічних знань і стала зразком для наступних укладачів космографій. «Космографія» була однією з найуспішніших і найпопулярніших робіт 16 століття. Упродовж століття праця витримала 24 перевидання мовою оригіналу — німецькій та в перекладах латинською, французькою, італійською, англійською, чеською мовами. Крім карт, вона включала портрети державних діячів, з їх гербами та великою кількістю гравюр, серед яких були роботи Ганса Гольбейна Молодшого, Урса, Ганса Рудольфа Мануеля Дойча та Девіда Канделя. Останнє німецьке видання було опубліковане в 1628 році, задовго після його смерті.
Мюнстер також був знаний як перекладач Hebraica Biblia. Його видання вийшло у двох томах (Базель, 1546). Перший том містить Genesis-2 Kings, за наказом кодексів Masoretic, другий том: Пророки (Major та Minor), Псалми, Іов, прислів'їв, Данило, хроніки, і п'ять Сувоїв (Пісня Пісень, Руф, Плач, Проповідник і Естер).
Згодом його "Rudimenta Mathematica" була опублікована в Базелі в 1551 році.

## Україна на картах Мюнстера
У 1540 р. Себастьян Мюнстер видає карту «POLONIA ET VNGARIA XV NOVA TABVLA» (Польща та Угорщина). У виданнях 1545 і 1552 рр. заголовок в назві карти має позначення «XX», в інших виданнях — «XV». Формат мапи 14 x 10 дюймів. Мапа регулярно перевидавалась до 1628 р. (близько 40 видань) і цікава тим, що на ній чи не вперше присутні регіональні назви українських земель: Rvssia (Русь), Leopol (Львів), Podolia (Поділля), Volhinia (Волинь), Pokutze (Покуття), Codimia (Кодимія), Bessarabia (Бессарабія), Tartaria minor (Мала Татарія), Tartaria Przecopen[sis] (Перекопська Татарія) (останні дві території належать до Північного Причорномор'я і Кримського півострова). Показано сусідів українських історико-культурних регіонів — Молдову (Mvldavia), Трансільваніїю (Transilvania), Волощину (Valachia) та ін..
Подібною до цієї є його карта «Новий опис Польщі та Угорщини», видана в цьому ж швейцарському місті у 1559 р. Позначені ті ж самі українські регіони (без кордонів). На мапі показано гори Карпати (без назви).

## Галерея
Портрет Мюнстера міститься на кількох картинах, гравюрах (дереворитах та мідеритах) та на банкноті номіналом у 100 німецьких марок випуску з 1962 по 1991 рік.

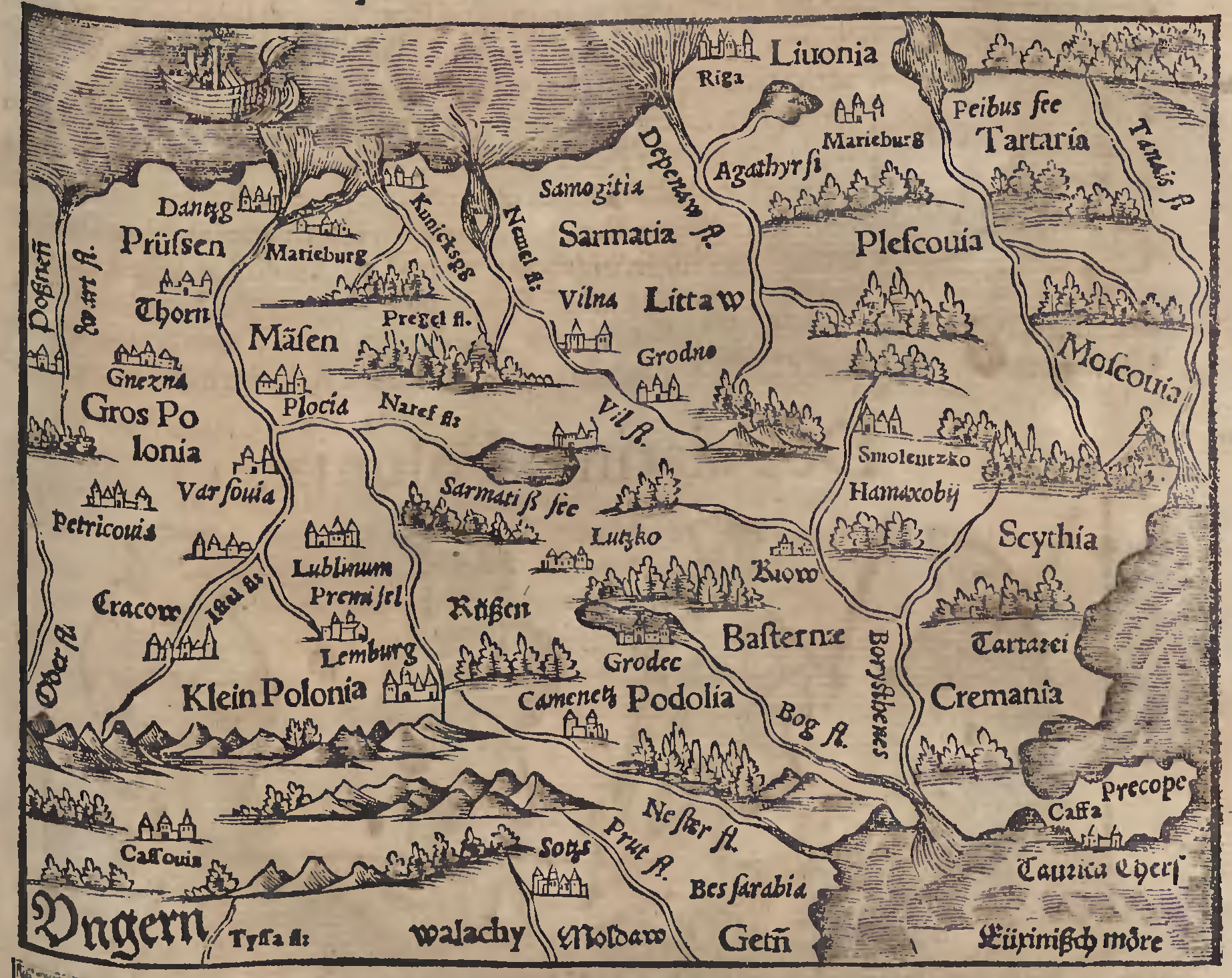
Центральна та східна Європа з  Cosmographia Universalis
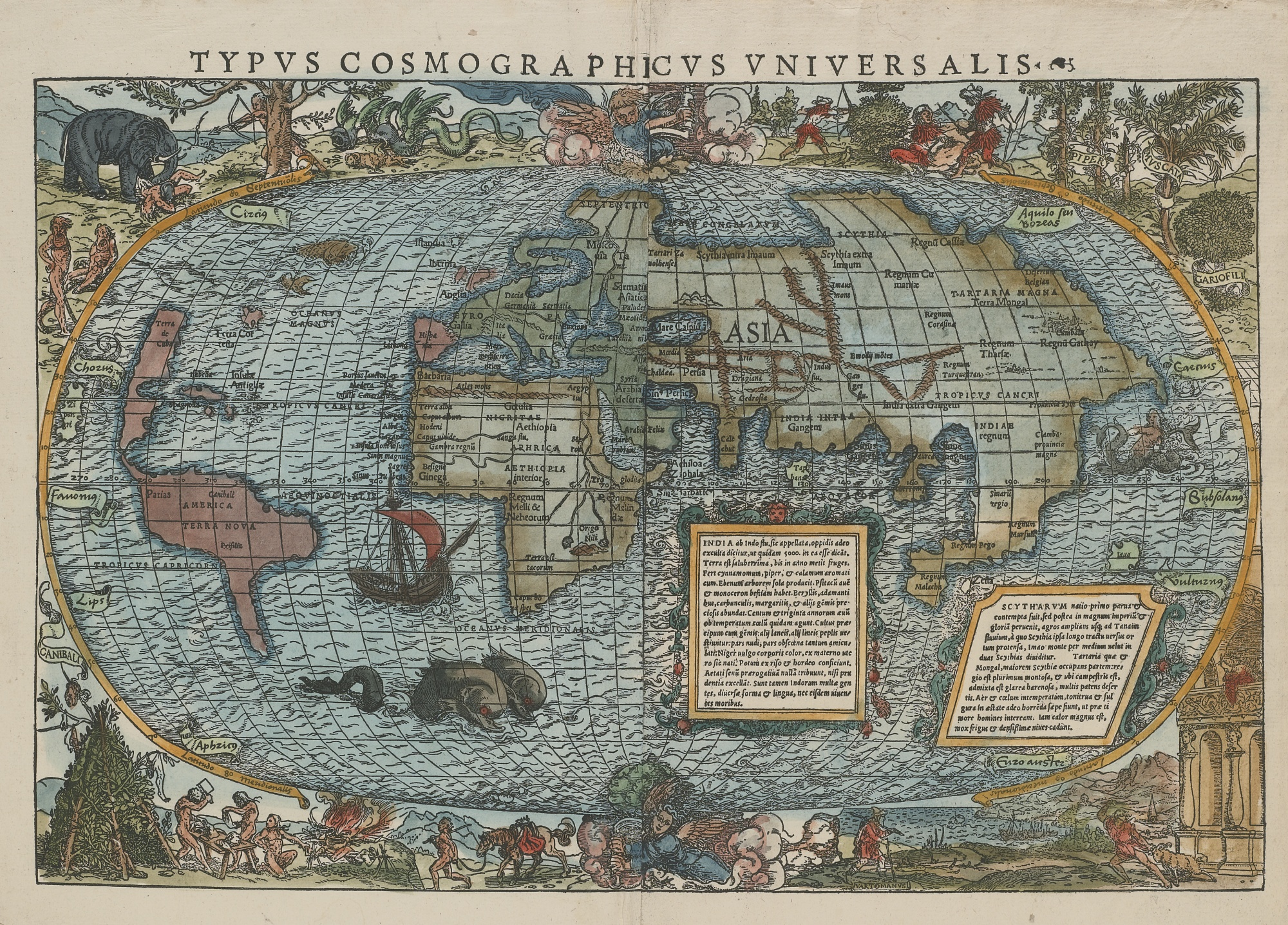
Мапа світу, 1532
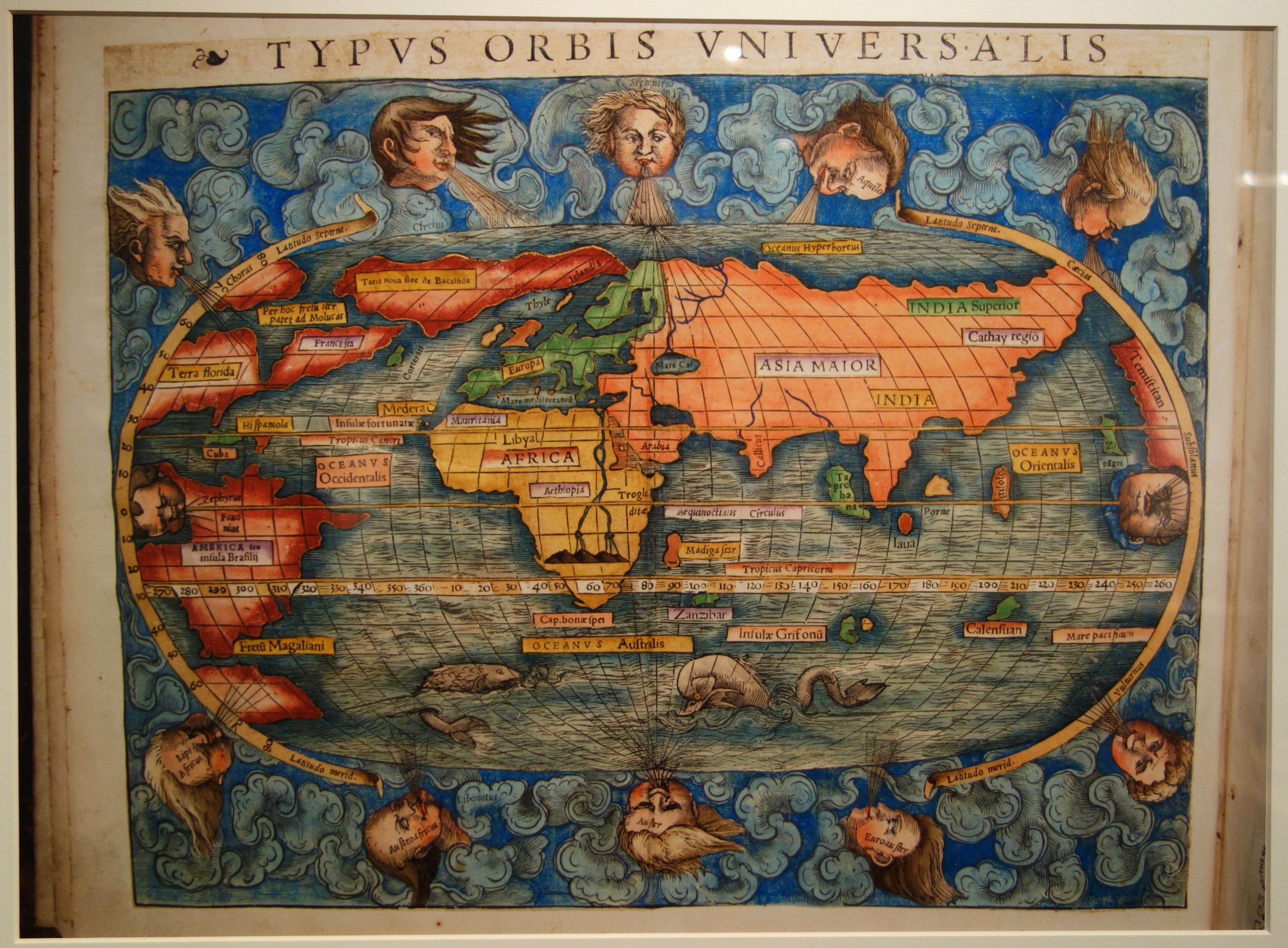
Мапа світу, 1540
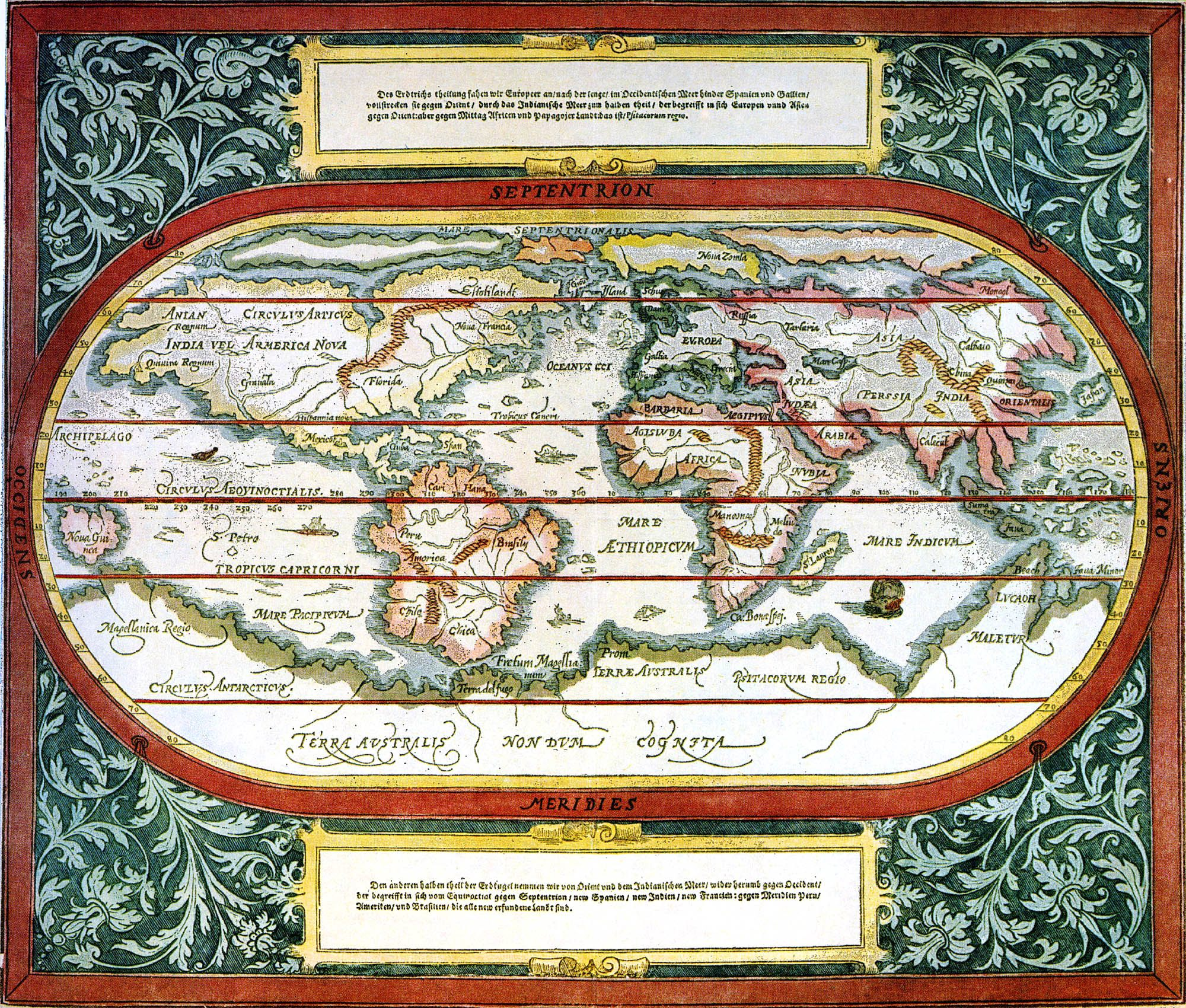
Мапа світу, 1544
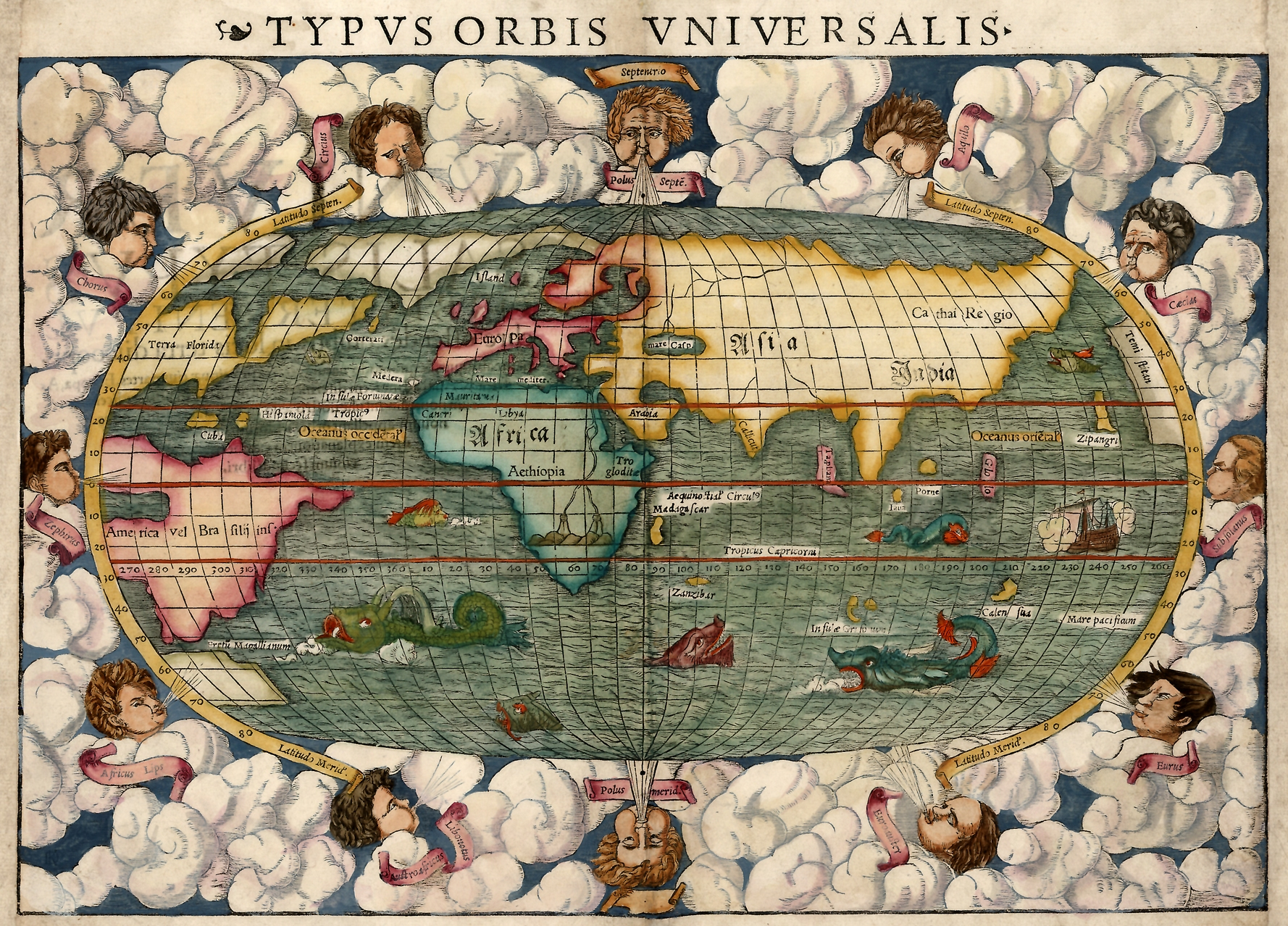
Мапа світу, 1550
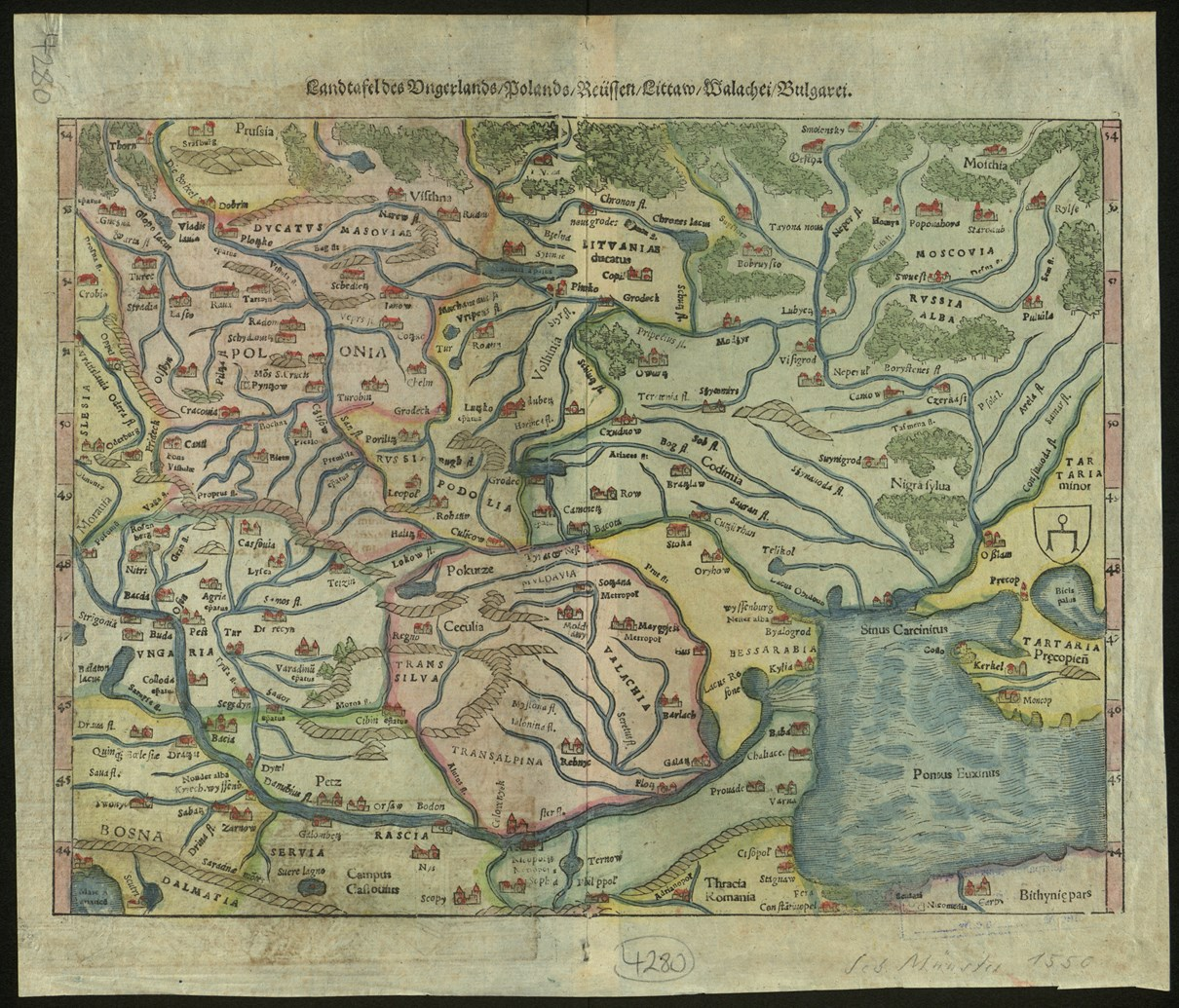
Угорщина, Польща,  Руська земля, Литва, Волощина та Болгарія, 1540
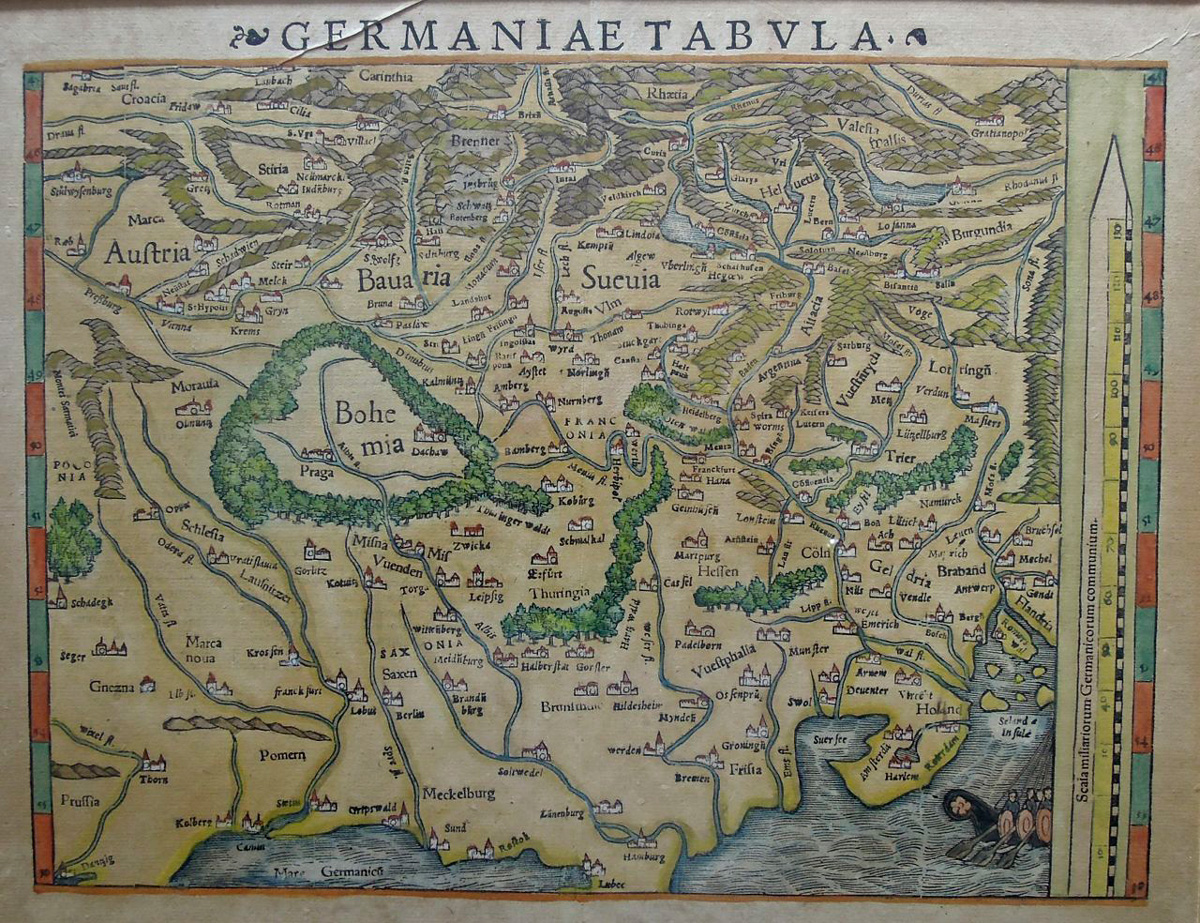
Німеччина, 1540
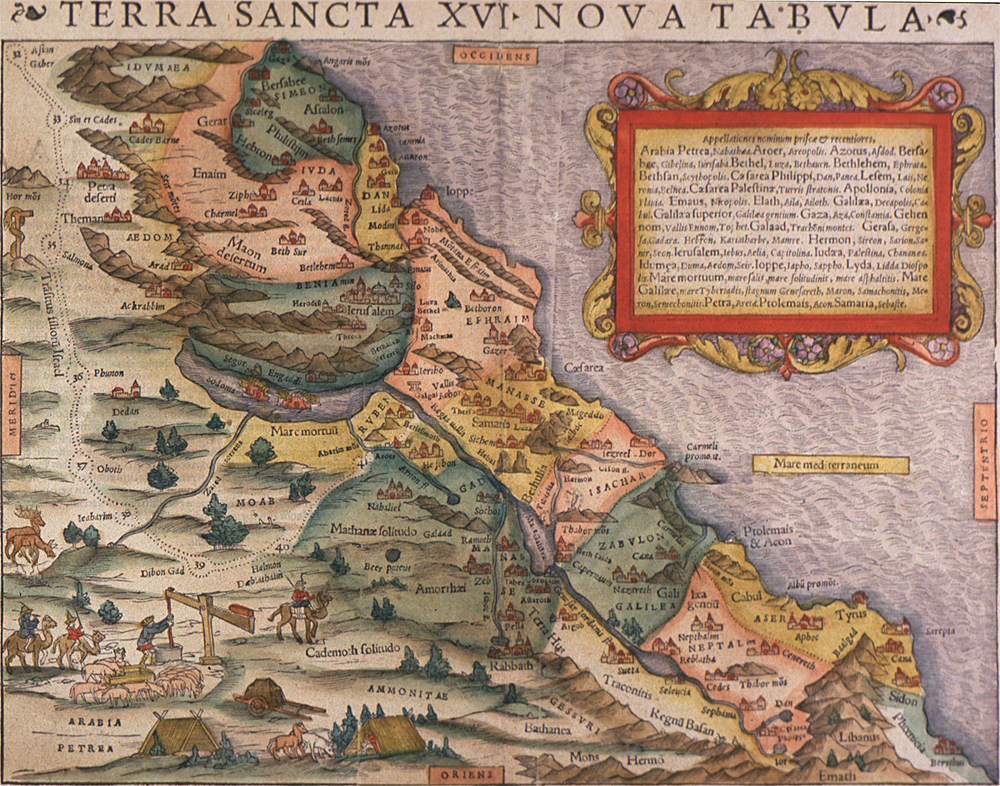
Свята Земля та Палестина, 1540
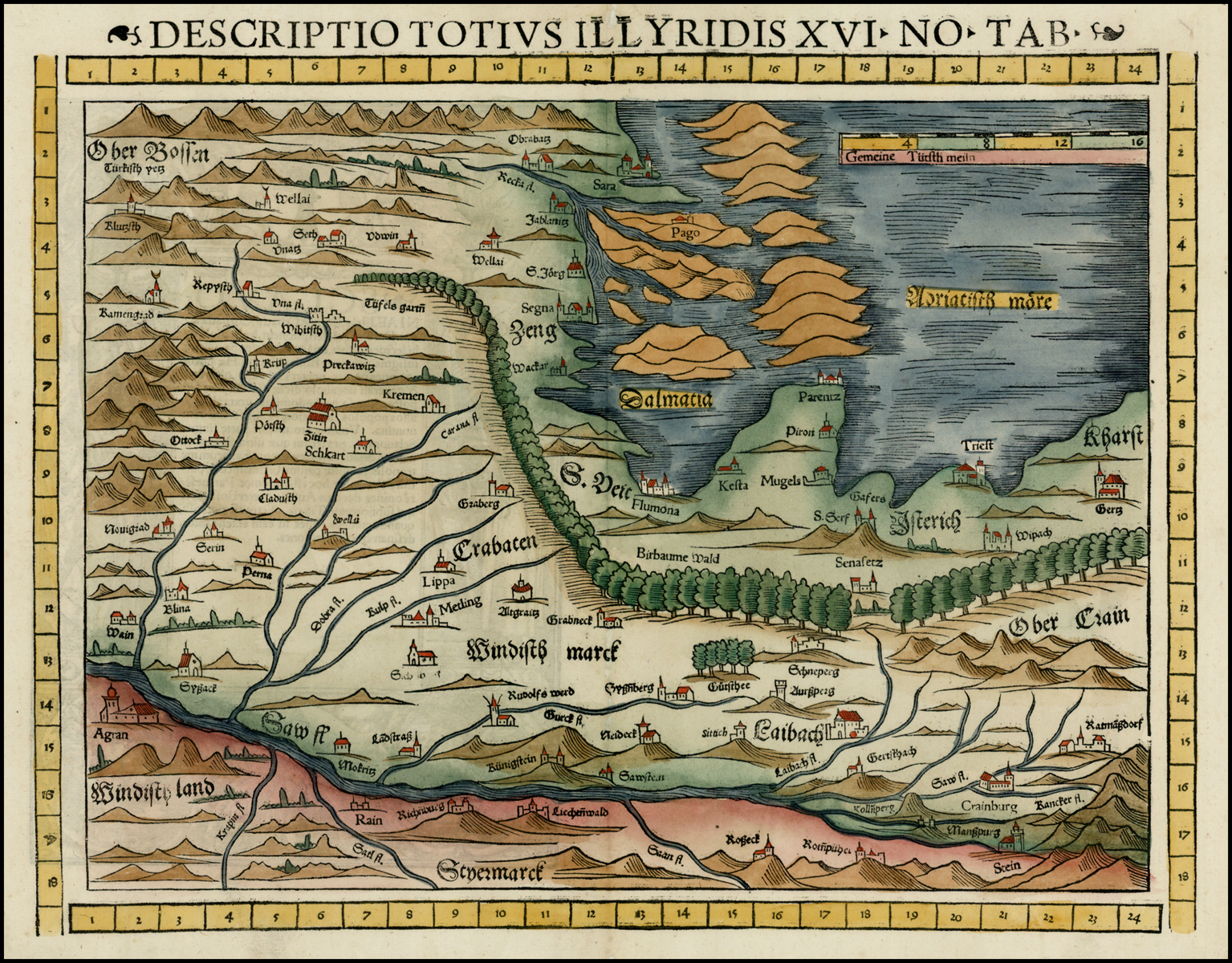
Балкани, 1542
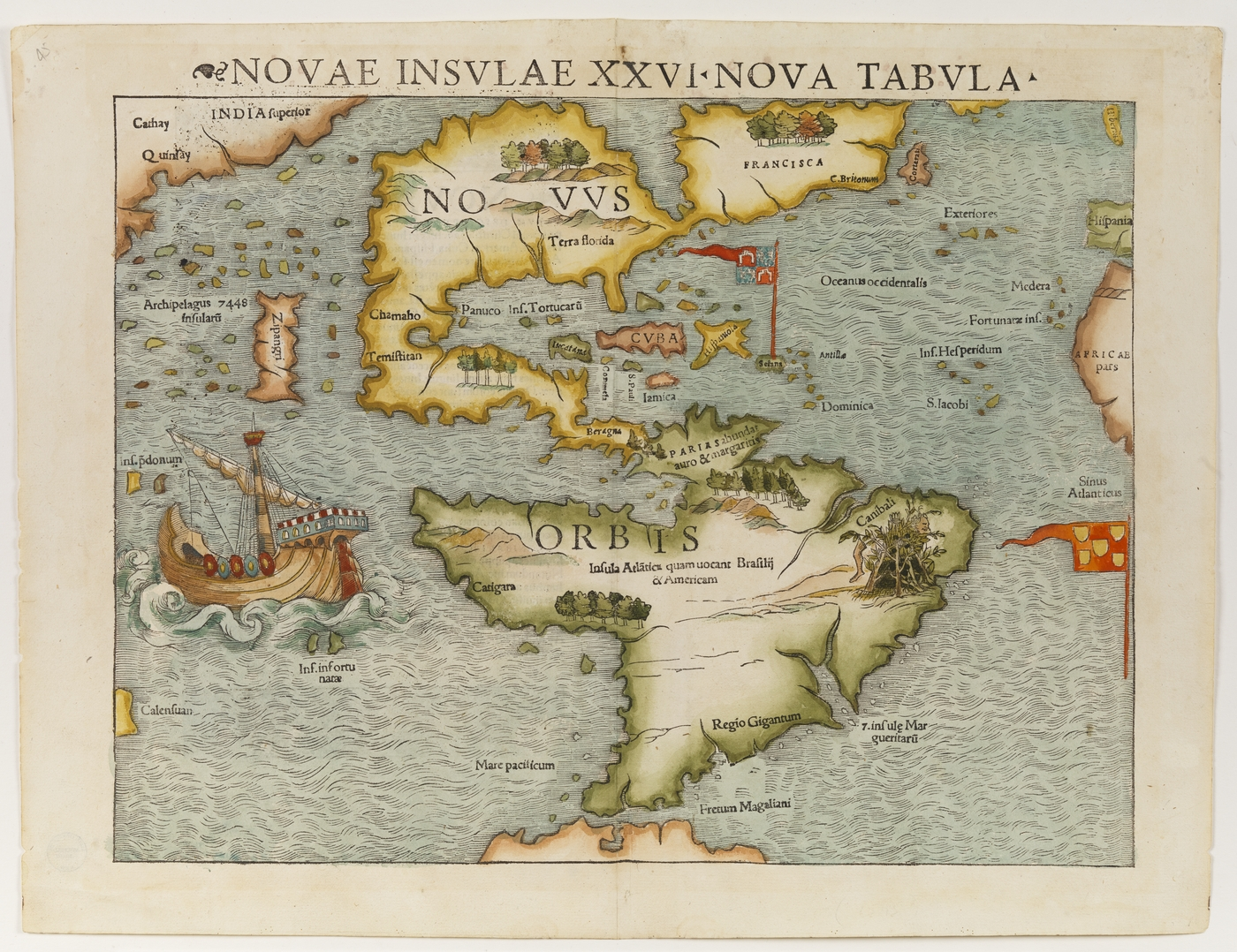
Новий Світ, 1544
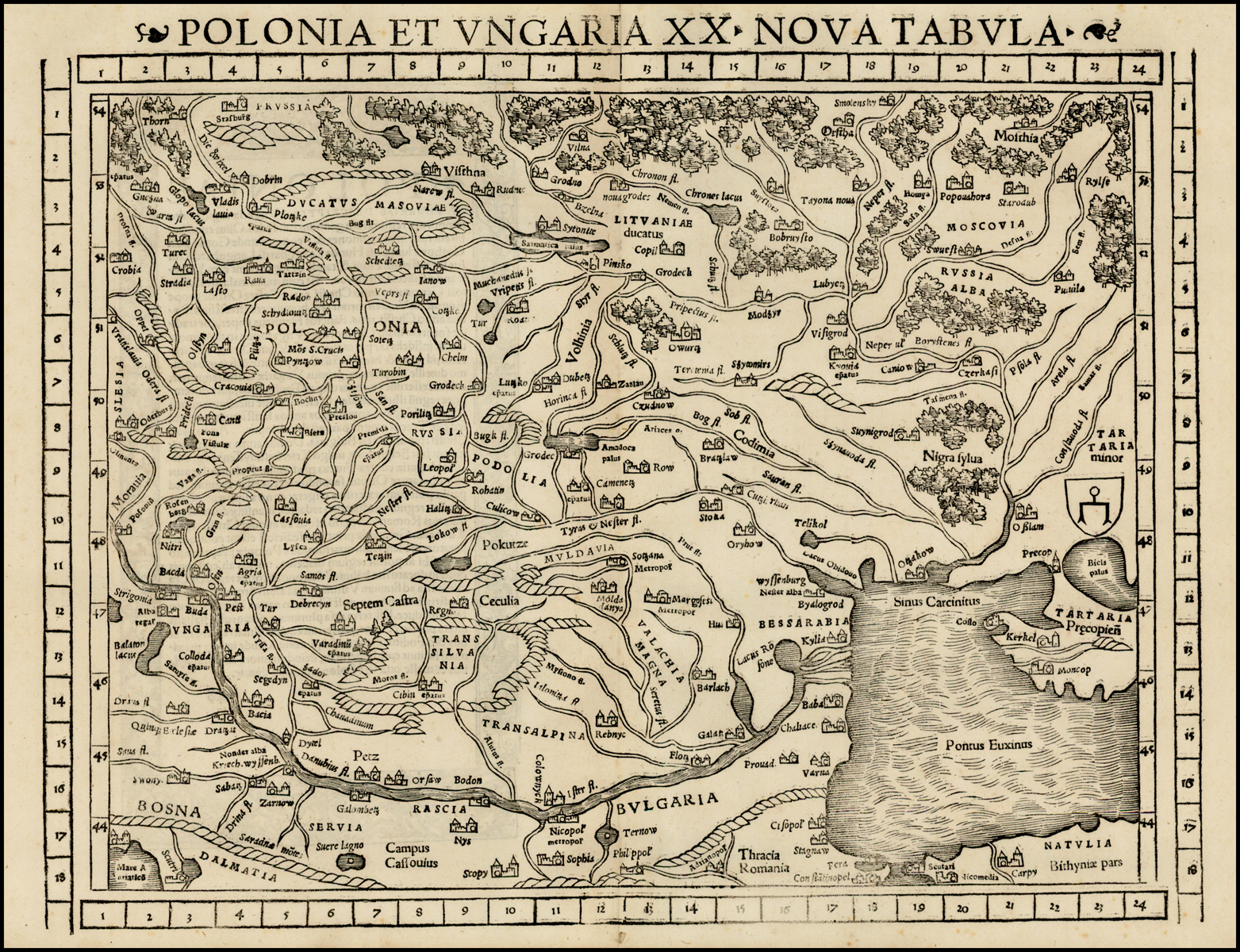
Польща та Угорщина, 1548
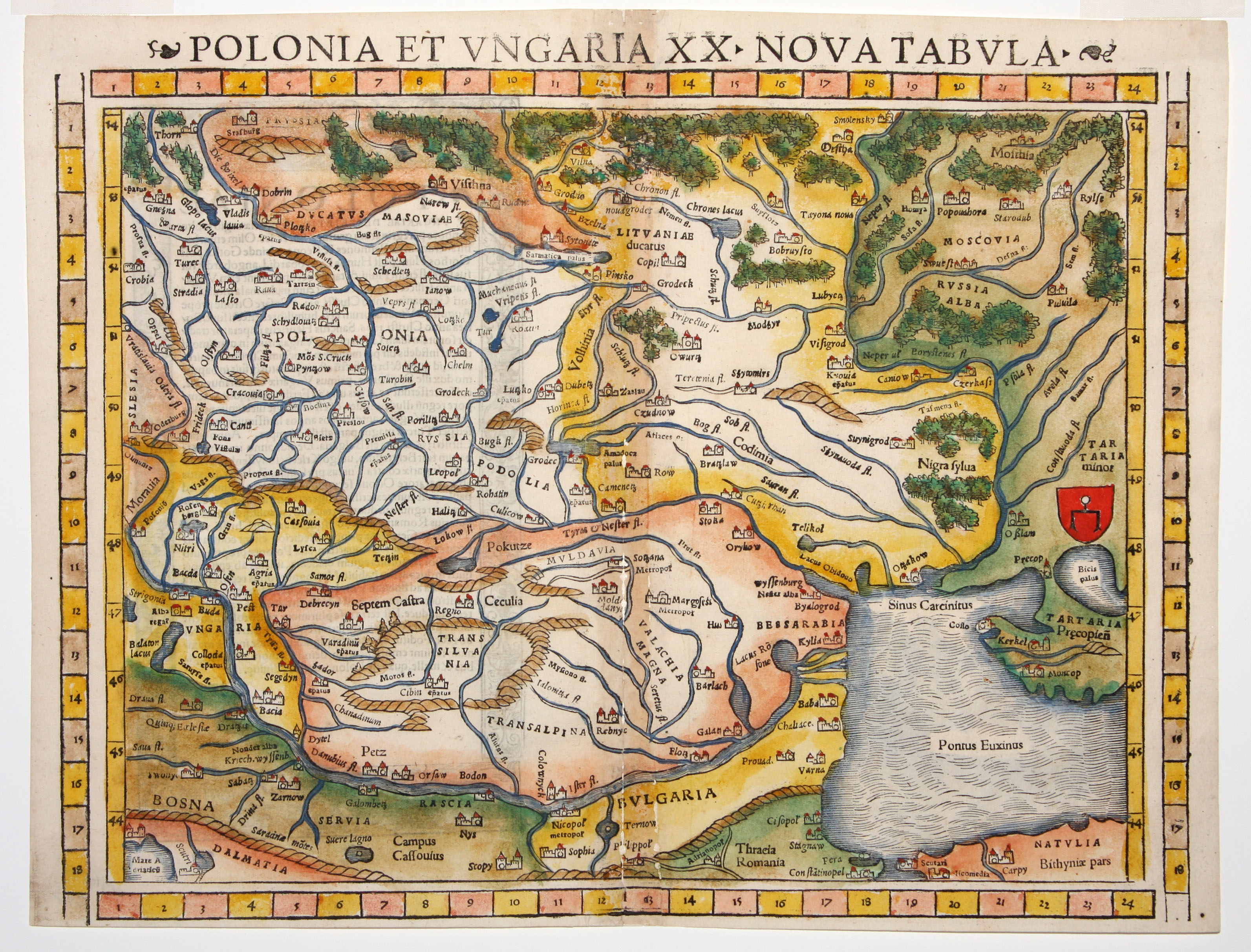
Польща та Угорщина, 1552
Польща та Угорщина, (опубліковано у 1560)
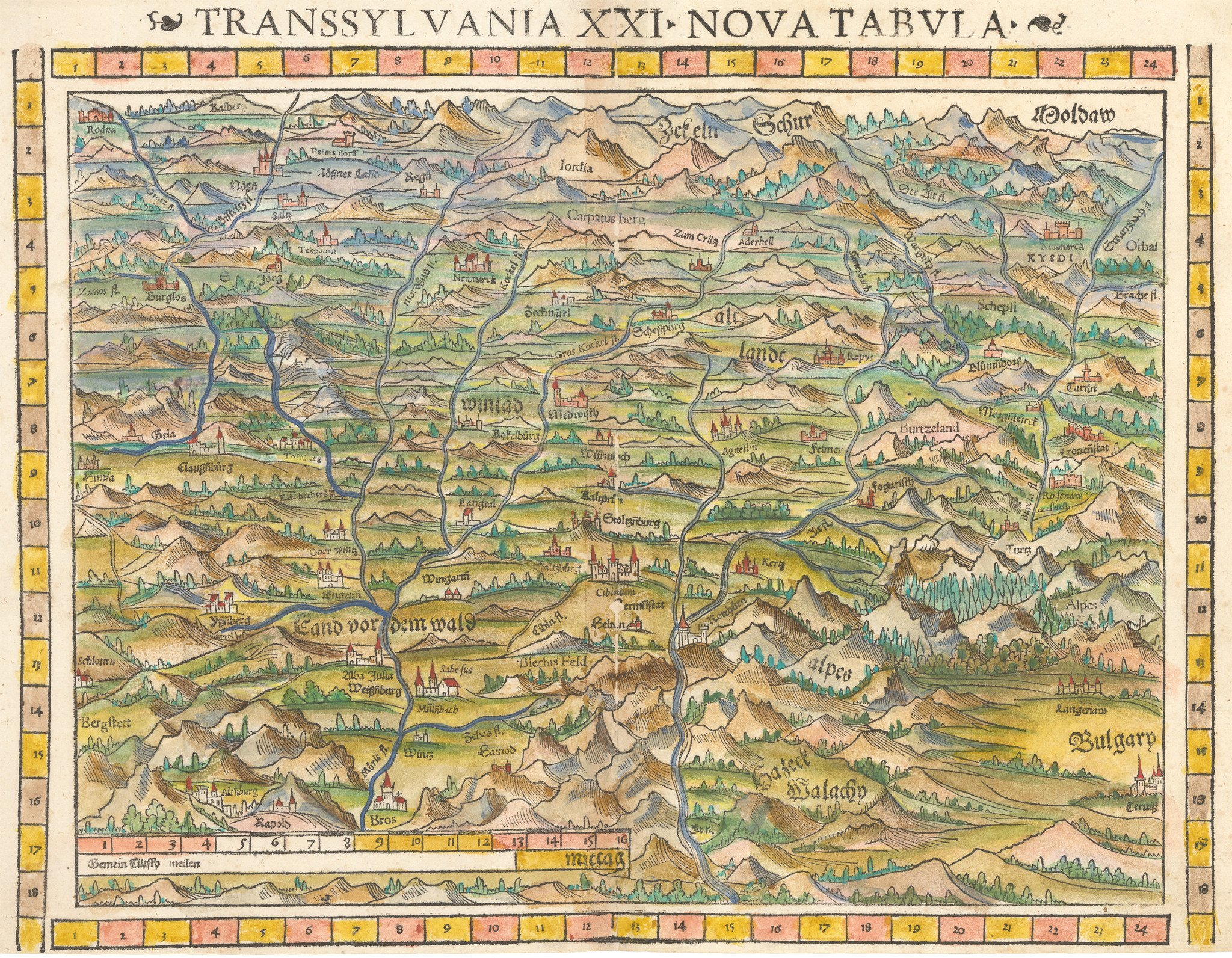
Трансильванія, 1552
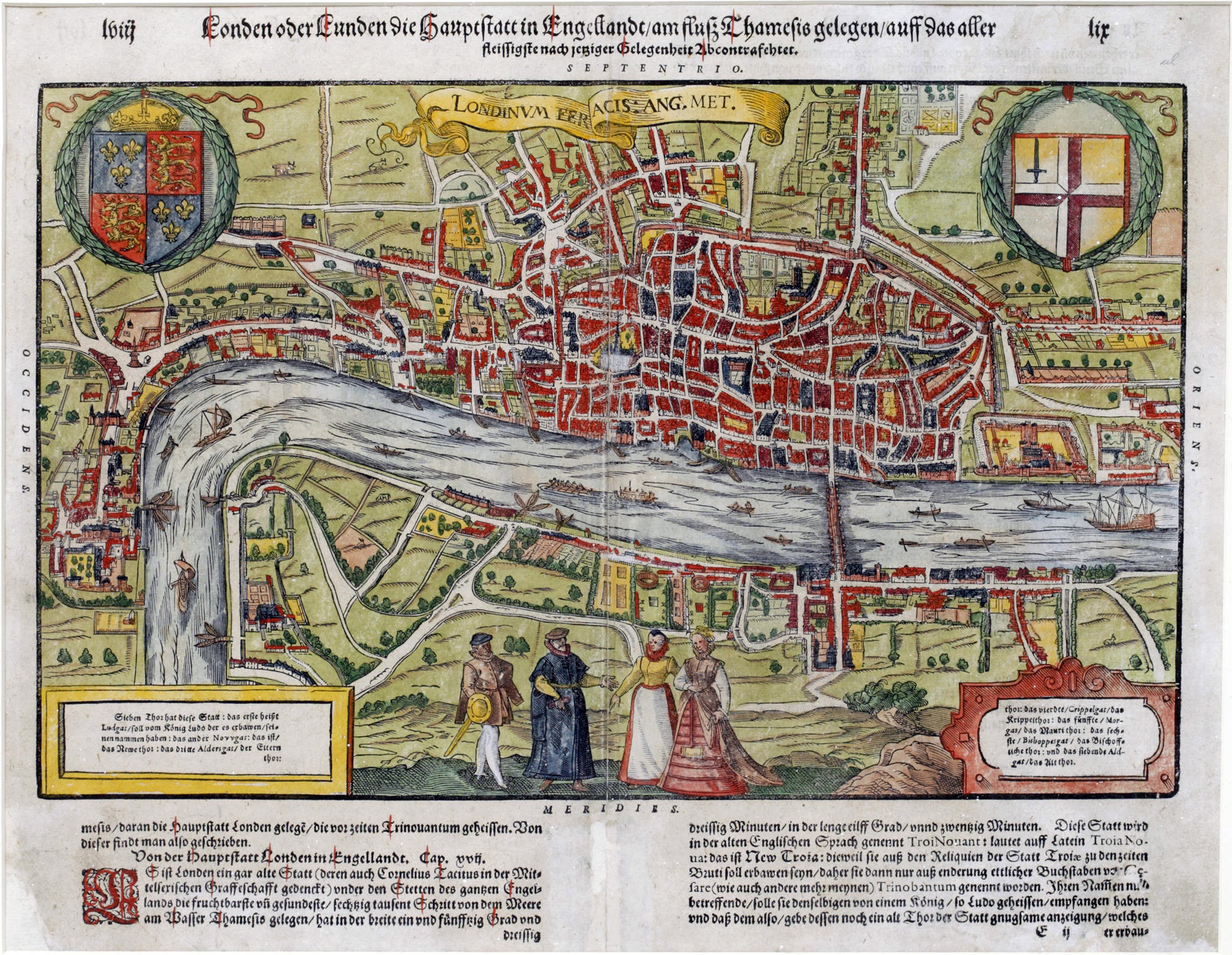
План Лондона, (опубліковано у 1598)

### Довідники
- Geiger, Ludwig. Münster, Sebastian // Allgemeine Deutsche Biographie. Leipzig, 1886, Band 23, S. 30–33.
- Priesner, Claus. Münster, Sebastian. // Neue Deutsche Biographie. Berlin, 1997, Band 18, S. 539–541 (Digitalisat).
- Raupp, Werner. Münster, Sebastian. // Biographisch-Bibliographisches Kirchenlexikon., Sp. 316–326}}. (стаття)
- Münster, Sebastian німецькою, французькою та італійською //  Історичний словник Швейцарії.